# Celoporthe dispersa
Celoporthe dispersa är en svampart som beskrevs av Nakab., Gryzenh., Jol. Roux & M.J. Wingf. 2006. Celoporthe dispersa ingår i släktet Celoporthe och familjen Cryphonectriaceae.   Inga underarter finns listade i Catalogue of Life.